# ريتشارد بوتنر
ريتشارد بوتنر (بالألمانية: Oskar Alexander Richard Büttner)‏ (و. 1858 – 1927 م) هو مستكشف، وعالم نبات، وعالم حشرات من الاتحاد الألماني، والإمبراطورية الألمانية، ولد في براندنبورغ آن در هافل، توفي عن عمر يناهز 69 عاماً.